# Sistema de marques radials
En astronomia, es denomina sistema de marques radials la disposició que adopten els materials ejectats durant la formació d'alguns cràters d'impacte, que s'assembla als radis d'una roda amb el cràter en posició central.

## Descripció
En els sistemes de marques radials, els raigs que convergeixen cap al punt d'impacte són notablement rectilinis, poden estendre en longituds de fins a diverses vegades el diàmetre del cràter originari, i sovint estan acompanyats per petits cràters secundaris formats pels fragments més grossos despresos en la col·lisió. Aquest tipus particular de marques ha estat identificat a la Lluna, a Mercuri, a Mart i en algunes llunes dels planetes exteriors. Originalment es va pensar que només podien existir en els planetes o les llunes mancades d'atmosfera, però recentment també s'han trobat sobre Mart gràcies a les imatges infraroges preses en òrbita per la càmera tèrmica del Mars Odyssey.

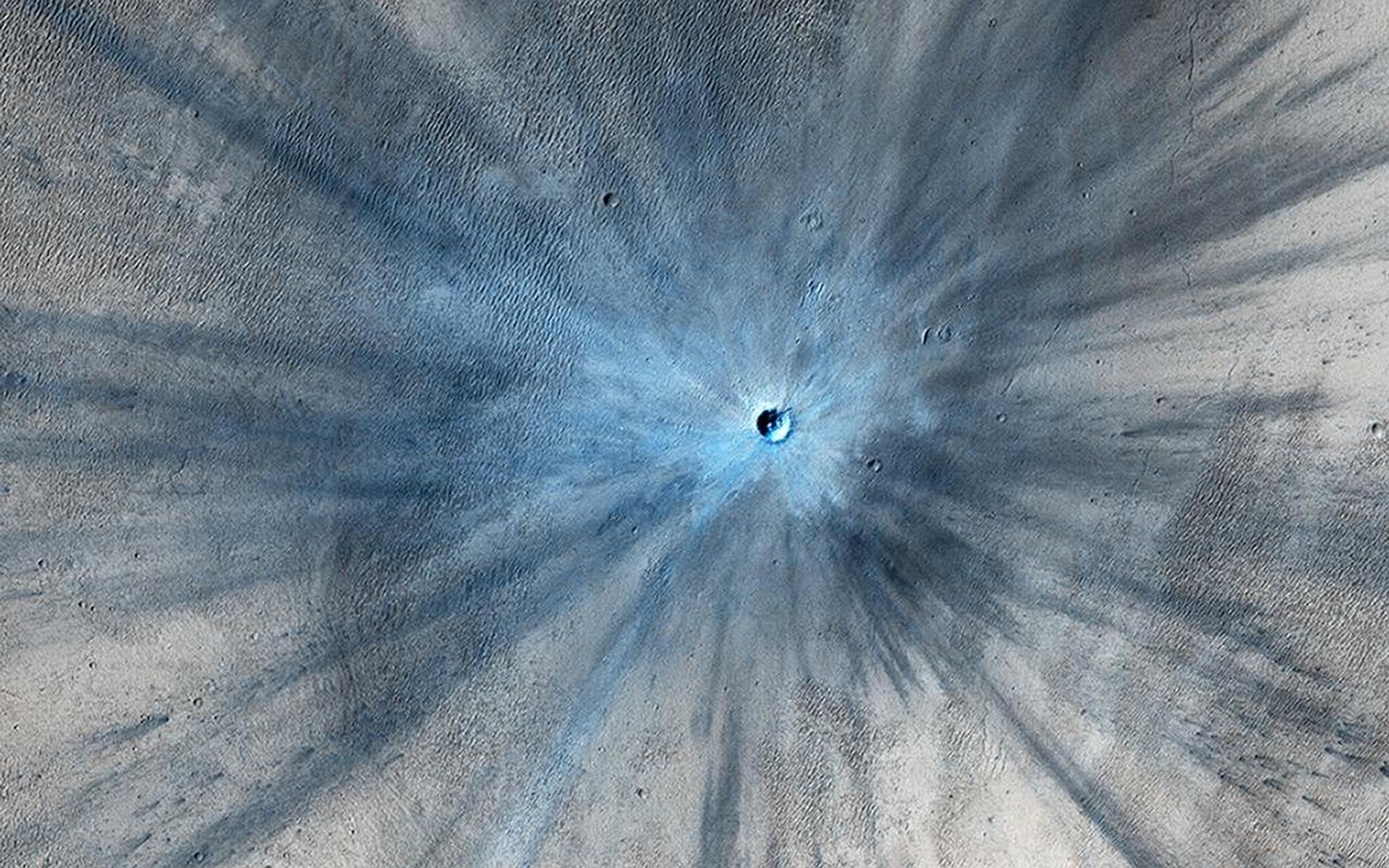
3° 42′ N, 53° 24′ E / 3.7°N,53.4°E Cràter d'impacte recent sobre Mart, mostrant un sistema radial prominent de materials ejectats. Aquest cràter de 30 m de diàmetre es va formar en algun moment entre juliol de 2010 i maig de 2012 (notificat el 19 de novembre de 2013)
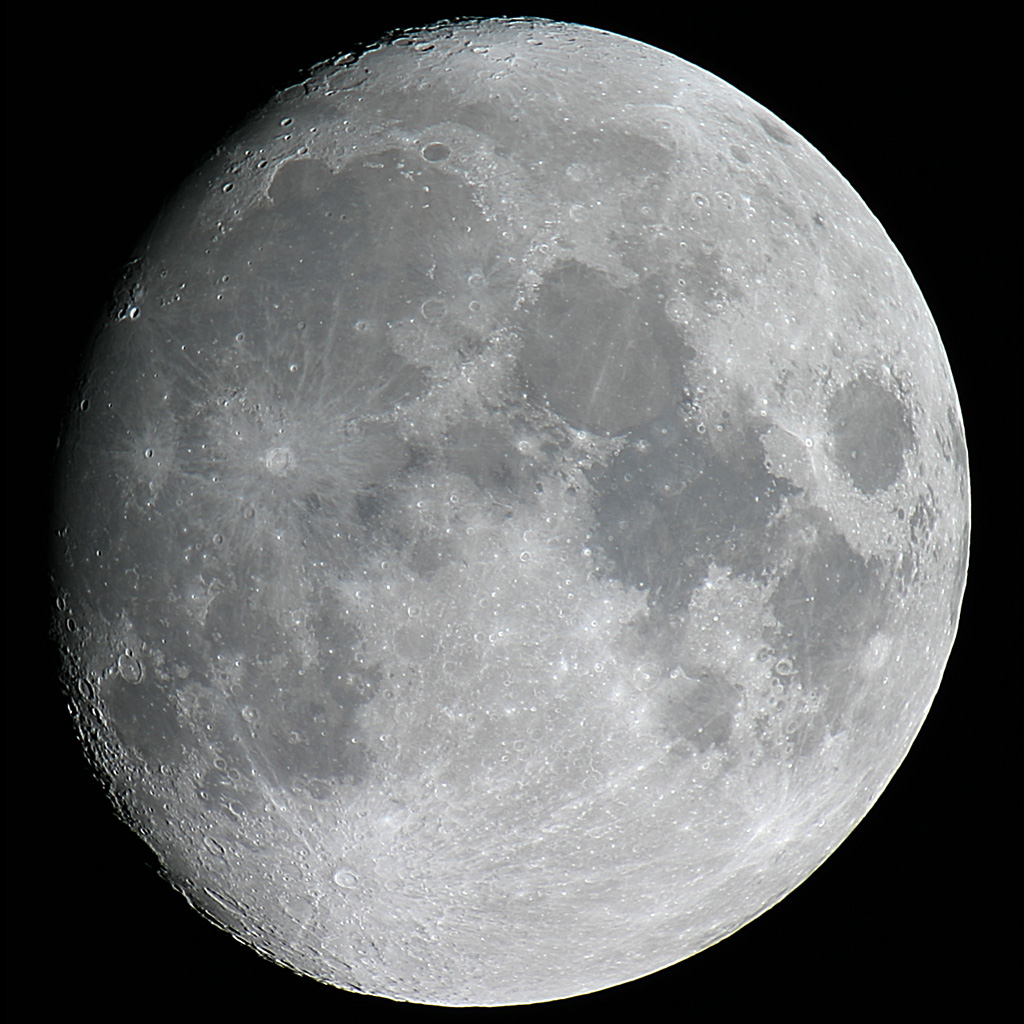
A la part frontal de la Lluna són especialment visibles els grans sistemes de marques radials dels cràters Tycho (inferior-esquerra) i Copèrnic (centre-esquerra)
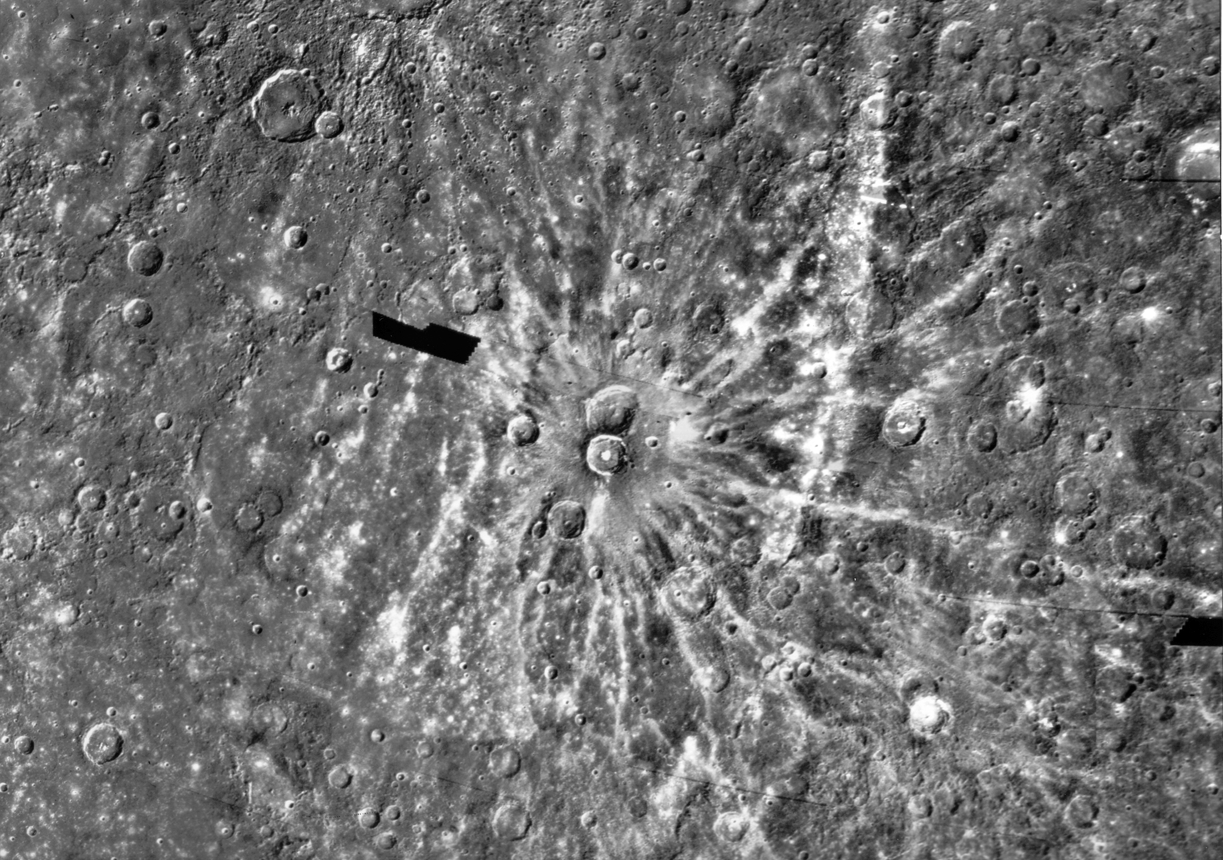
37° 30′ N, 127° 00′ E / 37.5°N,127°E Marques radials al voltant del cràter Degas a Mercuri

Normalment, aquests raigs es poden observar amb llum visible, tot i que en alguns casos cal emprar longituds d'ona infraroges. Els materials ejectats solen posseir un grau diferent de reflectivitat (albedo) o bé les seves propietats tèrmiques són diferents que les de la superfície sobre la qual s'han dipositat. Típicament, els raigs visibles tenen una albedo més alta que la superfície circumdant. Més rarament, un impacte pot excavar material d'albedo més baixa, com ara els dipòsits basàltics de lava en els maria lunars. Les marques radials tèrmiques situades sobre la superfície de Mart es detecten amb especial claredat a la nit, quan els pendents i les ombres no influeixen en l'energia infraroja emesa per la superfície del planeta.
El dipòsit del material dels raigs sobre altres elements de la superfície pot ser molt útil com a indicador de l'edat relativa del cràter d'impacte, perquè amb el temps diversos processos tendeixen a esborrar els raigs.
En cossos mancats d'atmosfera, com la Lluna, l'erosió espacial causada per l'exposició als raigs còsmics i la caiguda de micrometeorits, redueix progressivament la diferència d'albedo entre el material ejectat i el material subjacent. Els micrometeorits produeixen en particular un procés de fos vitri a la regolita de la superfície, reduint-ne l'albedo. Les marques radials també poden ser recobertes per fluxos de lava, per altres cràters d'impacte, o pels seus materials ejectats.

## Raigs lunars
Històricament, la naturalesa física dels raigs lunars ha sigut un tema d'especulació. Les primeres hipòtesis van suggerir que eren dipòsits de sal procedents de l'evaporació d'aigua. Posteriorment es va pensar que podrien ser dipòsits de cendra volcànica o vetes de pols. Finalment, després que l'origen d'impacte dels cràters fos acceptat, l'astrònom estatunidenc Eugene Shoemaker va suggerir durant la dècada del 1960 que els raigs eren el resultat dels fragments del material ejectat en la col·lisió.
- 35° 54′ N, 102° 48′ E / 35.9°N,102.8°E
Sistema de marques radials del cràter lunar Giordano Bruno (imatge Missió Clementine)
- 16° 06′ N, 46° 48′ E / 16.1°N,46.8°E
Sistema asimètric de marques radials sobre el cràter lunar Procle (imatge des del Apol·lo 15)

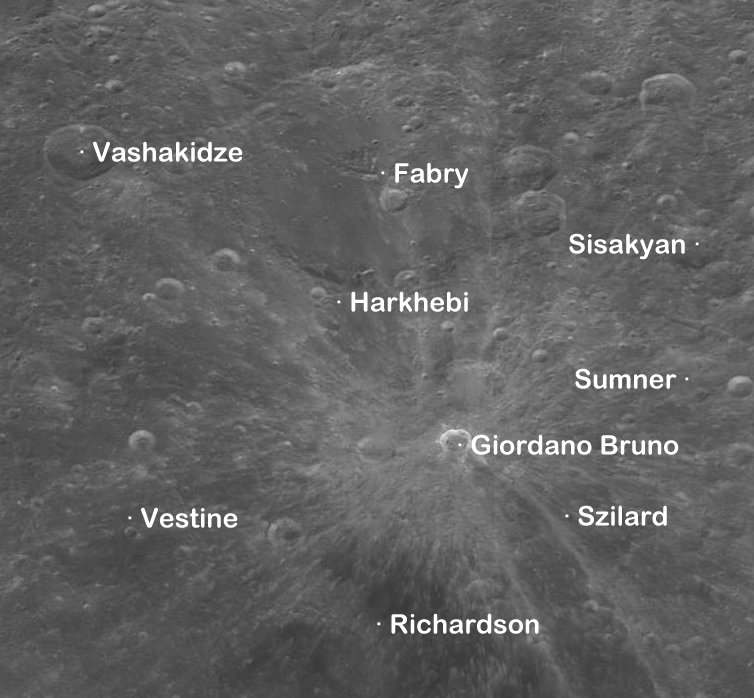
Sistema de marques radials del cràter lunar Giordano Bruno (imatge Missió Clementine)
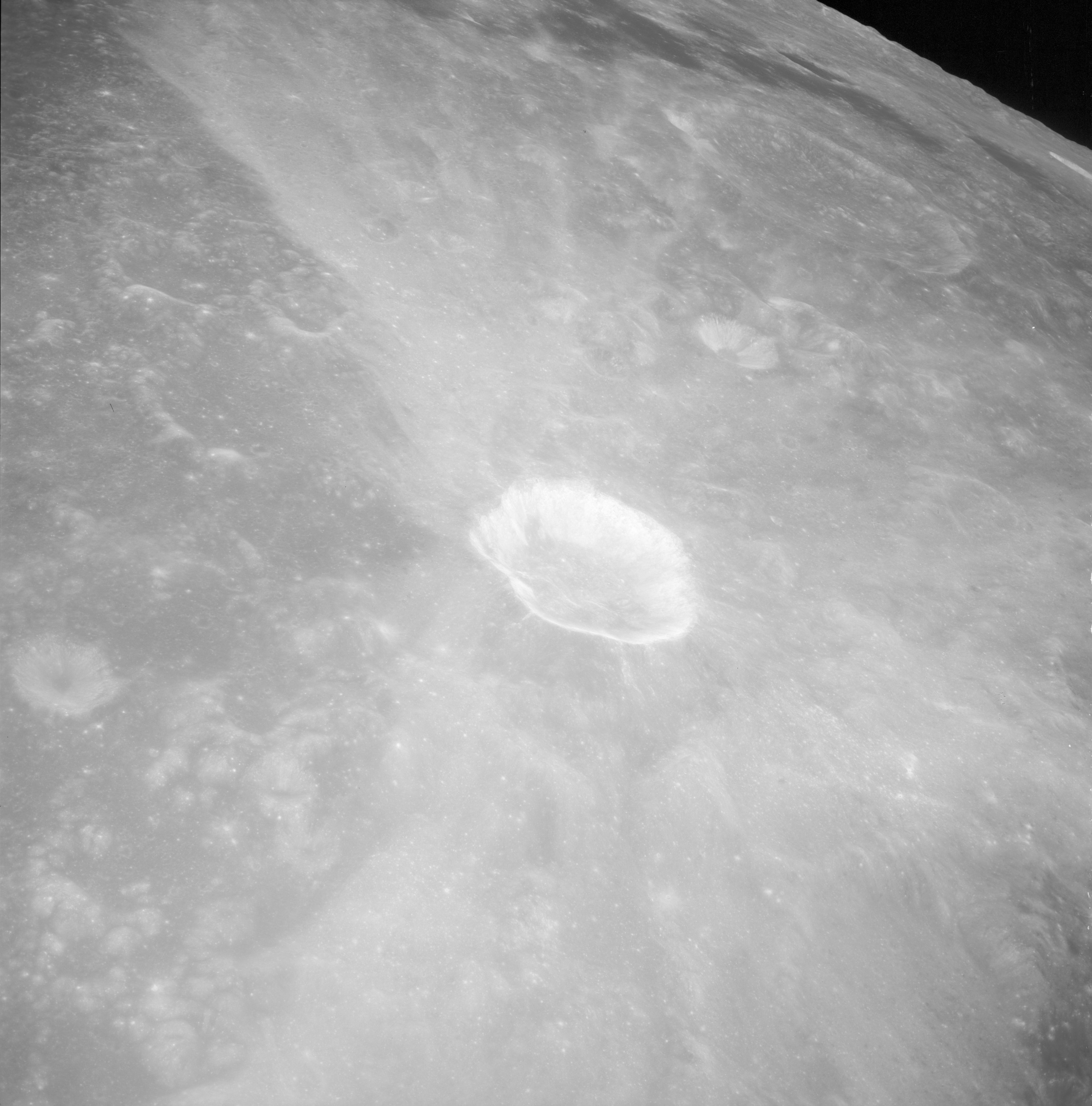
Sistema asimètric de marques radials sobre el cràter lunar Procle (imatge des del Apol·lo 15)

Estudis recents suggereixen que la brillantor relativa d'un sistema de raigs lunars no és sempre un indicador fiable de l'edat de la formació, atès que l'albedo també depèn de la porció present d'òxid de ferro (FeO). Porcions baixes de FeO donen com a resultat materials més brillants, de manera que els sistemes de raigs formats a partir d'aquest tipus de materials poden retenir un aspecte més brillant per períodes més llargs. En conseqüència, cal conèixer la composició dels materials com un factor d'importància perquè una anàlisi d'albedo permeti determinar l'edat d'un sistema de marques determinat.
Entre els cràters lunars situats a la cara visible amb sistemes de raigs pronunciats figuren Aristarc, Copèrnic, Kepler, Procle, Dionís, Censorí, Gluixkó, i Tycho. Sistemes de raigs similars també apareixen a la cara oculta de la Lluna, com els sistemes de marques radials dels cràters Giordano Bruno, Necó, Ohm, i el petit però prominent Pierazzo.
- 9° 09′ S, 15° 23′ E / 9.15°S,15.38°E
Panorama de South Ray des de l'Estació 4 (cràter Cinc) a Stone Mountain, mirant al sud-oest. Charlie Duke va dir mentre prenia les fotografies d'aquesta panoràmica: «Puc veure la vora de la paret interior al costat sud. I les característiques de l'objecte: té ratlles negres i ratlles blanques sortint de la paret just sobre la vora, el que em diu que hi ha dos tipus de roques allà baix».[3]

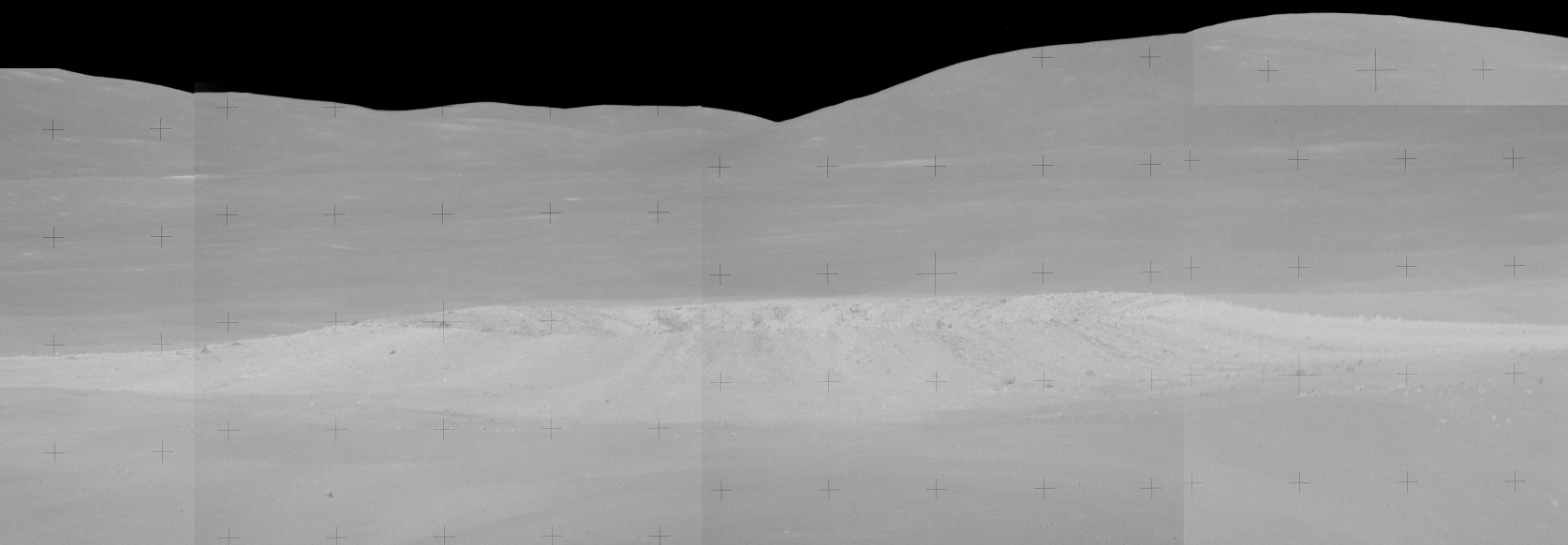
Panorama de South Ray des de l'Estació 4 (cràter Cinc) a Stone Mountain, mirant al sud-oest. Charlie Duke va dir mentre prenia les fotografies d'aquesta panoràmica: «Puc veure la vora de la paret interior al costat sud. I les característiques de l'objecte: té ratlles negres i ratlles blanques sortint de la paret just sobre la vora, el que em diu que hi ha dos tipus de roques allà baix».

Els cràters North Ray i South Ray, tots dos amb un sistema de raigs molt marcat, van ser observats des de la superfície lunar pels astronautes de l'Apol·lo 16 en 1972.